# (97) Klotho
(97) Klotho ist ein Asteroid des mittleren Hauptgürtels, der am 17. Februar 1868 vom österreichischen Astronomen Ernst Wilhelm Leberecht Tempel in Marseille entdeckt wurde. Es war seine fünfte und letzte Asteroidenentdeckung.
Der Asteroid wurde benannt nach Klotho, einer der drei Moiren, den Schicksalsgöttinnen in der griechischen Mythologie. Die anderen sind Lachesis und Atropos. Klotho leitet die Geburt und bestimmt das Schicksal. Die Benennung erfolgte durch die Société impériale des sciences naturelles de Cherbourg als „Clotho“.
Der Entdecker Tempel schlug auch Namen für die nächsten beiden Asteroiden vor: „Il me semble qu’il serait un peu poétique, de donner aux trois dernières planètes (97), (98) et (99) les noms de 3 Parques: Clotho, Lachésis et Atropos, non pas avec l’idée que le ciseau d’Atropos dût couper le fil de cette recherche, mais avec la pensée de diviser la première centaine des petites planètes, qui représentent assurément un grand et noble travail astronomique. (Es scheint mir, dass es ein wenig poetisch wäre, den letzten drei Planeten (97), (98) und (99) die Namen zu geben von drei Parzen: Klotho, Lachesis und Atropos, nicht mit der Idee, dass die Schere der Atropos den Faden dieser Forschung durchschneiden sollte, sondern mit dem Gedanken, die ersten hundert der kleinen Planeten abzutrennen, die zweifellos ein großes und edles astronomisches Werk darstellen.)“ Seine Namensvorschläge wurden jedoch nicht umgesetzt. Die beiden anderen Schicksalsgöttinnen wurden erst bei der Benennung der Asteroiden (120) Lachesis und (273) Atropos berücksichtigt.

## Wissenschaftliche Auswertung
Mit Daten radiometrischer Beobachtungen im Infraroten vom September 1975 am Kitt-Peak-Nationalobservatorium in Arizona wurden für (97) Klotho erstmals Werte für den Durchmesser und die Albedo von 95 oder 105 km bzw. 0,12 bestimmt. Radarastronomische Untersuchungen vom 29. Januar bis 1. Februar 1981 am Arecibo-Observatorium bei 2,38 GHz und vom 30. Dezember 1993 bis 10. Januar 1994 am Goldstone Deep Space Communications Complex bei 8,51 GHz ergaben einen effektiven Durchmesser von 83 ± 10 km. Aus Ergebnissen der IRAS Minor Planet Survey (IMPS) wurden 1992 Angaben zu Durchmesser und Albedo für zahlreiche Asteroiden abgeleitet, darunter auch (97) Klotho, für die damals Werte von 82,8 km bzw. 0,23 erhalten wurden. Mit dem Satelliten Midcourse Space Experiment (MSX) wurden 1996 bis 1997 im Rahmen der Infrared Minor Planet Survey (MIMPS) Daten erhalten, aus denen Werte von 79,9 km bzw. 0,25 bestimmt wurden. Mit einer hochaufgelösten Aufnahme mit dem Adaptive Optics (AO)-System am Teleskop II des Keck-Observatoriums auf Hawaiʻi im Infraroten vom 17. Juli 2005 konnte ein äquivalenter Durchmesser von 85 ± 9 km abgeleitet werden.
Eine Auswertung von Beobachtungen durch das Projekt NEOWISE im nahen Infrarot führte 2011 zu vorläufigen Werten für den Durchmesser und die Albedo im sichtbaren Bereich von 83,0 km bzw. 0,21. Nach neuen Messungen mit NEOWISE wurden die Werte 2014 auf 100,7 km bzw. 0,25 geändert. Nach der Reaktivierung von NEOWISE im Jahr 2013 und Registrierung neuer Daten wurden die Werte 2015 zunächst mit 98,0 km bzw. 0,13 angegeben und dann 2016 korrigiert zu 90,6 km bzw. 0,13, diese Angaben beinhalten aber alle hohe Unsicherheiten.
Kombinierte Infrarot- und Radaruntersuchungen von (97) Klotho wiesen trotz der Spektralklasse M darauf hin, dass es sich nicht um einen metallischen Asteroiden handelt, sondern auf eine Zusammensetzung der Oberfläche aus Enstatit-Chondrit und hoch-eisenhaltigen kohligen Chondriten.
Photometrische Beobachtungen von (97) Klotho fanden bereits erstmals statt am 4. und 5. November 1949 im Rahmen einer Studie am McDonald-Observatorium in Texas. Aus den zwei Beobachtungen über jeweils vier Stunden konnte jedoch keine Rotationsperiode für den Asteroiden bestimmt werden, ebenso wie bei einer 6 ½-stündigen Messung in der Nacht vom 12. zum 13. März 1977 am Osservatorio Astronomico di Torino in Italien, wo ein Wert von fast 16 Stunden angenommen wurde. Dagegen führte eine längere Beobachtung vom 30. Juli bis 4. August 1979 am Table Mountain Observatory in Kalifornien zweifelsfrei zu einer Rotationsperiode von etwa 35 h. Damit war (97) Klotho von allen damals bekannten Asteroiden des Spektraltyps M der einzige mit einer langen Periode.

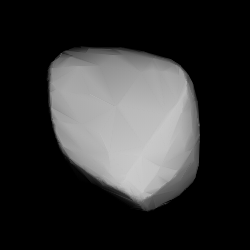
Berechnetes 3D-Modell von (97) Klotho

Neue photometrische Messungen wurden bei der Opposition 1986 mit dem Carlsberg-Meridiankreis am Roque-de-los-Muchachos-Observatorium auf La Palma durchgeführt. Das Ergebnis von 35,58 h wurde als eine wesentliche Verbesserung des zuvor bekannten Wertes angesehen. Eine vom 2. bis 6. März 1990 am Osservatorio Astronomico di Collurania-Teramo aufgezeichnete Lichtkurve konnte zwar aufgrund ihrer Lückenhaftigkeit nicht weiter ausgewertet werden, passte aber zu dieser Rotationsperiode. Weitere Beobachtungen vom 5. bis 19. Februar 1994 am La-Silla-Observatorium in Chile und am Roque-de-los-Muchachos-Observatorium führten zu einem Wert von 35,0 h.
Mehrfache Beobachtungen während der Oppositionen in den Jahren 1990 bis 1992 am Carlsberg-Meridiankreis am Roque-de-los-Muchachos-Observatorium konnten zu einer Rotationsperiode von 35,3 h ausgewertet werden, während schließlich Messungen, die vom 26. März bis 5. Mai 1995 am La-Silla-Observatorium stattfanden, die Möglichkeit boten, einen genaueren Wert für die Rotationsperiode zu bestimmen. Eine Periode von 35,15 Stunden war dabei die beste Lösung aus den Beobachtungen und auch alle zuvor erhaltenen Daten von (97) Klotho stimmten gut mit dieser Rotationsperiode überein.
Aus den Beobachtungen der Jahre 1949, 1977, 1979, 1990 und 1994 wurde dann in der Ukraine in einer Untersuchung von 2002 für (97) Klotho eine Rotationsperiode von 35,1174 h bestimmt. Es wurde außerdem eine nahezu in der Ebene der Ekliptik liegende Rotationsachse sowie die Achsenverhältnisse eines dreiachsig-ellipsoidischen Gestaltmodells für den Asteroiden hergeleitet. Durch eine Auswertung von archivierten Lichtkurven des Uppsala Asteroid Photometric Catalogue (UAPC) und weiteren Daten konnte in einer Untersuchung von 2011 ein Gestaltmodell für den Asteroiden sowie zwei alternative Lösungen für die Position der Rotationsachse mit prograder Rotation und einer Periode von 35,2510 h bestimmt werden. Im Jahr 2021 wurde dann aus archivierten Daten und photometrischen Messungen von Gaia DR2 erneut eine Rotationsachse mit prograder Rotation berechnet. Die Rotationsperiode wurde dabei zu 35,2509 h bestimmt.
Zwischen 2012 und 2018 wurden mit der All-Sky Automated Survey for Supernovae (ASAS-SN) auch photometrische Daten von 20.000 Asteroiden aufgezeichnet. Auf mehr als 5000 davon konnte erfolgreich die Methode der konvexen Inversion angewendet werden, darunter auch (97) Klotho, für die in einer Untersuchung von 2021 ein verbessertes dreidimensionales Gestaltmodell für eine Rotationsachse mit prograder Rotation und einer Periode von 35,251 h berechnet wurde. Aus archivierten Daten des Asteroid Terrestrial-impact Last Alert System (ATLAS) aus dem Zeitraum 2015 bis 2018 konnte in einer Untersuchung von 2022 mit der Methode der konvexen Inversion eine Rotationsperiode von 35,245 h berechnet werden.
Abschätzungen von Masse und Dichte für den Asteroiden (97) Klotho aufgrund von gravitativen Beeinflussungen auf Testkörper ergaben in einer Untersuchung von 2012 eine Masse von etwa 1,33·1018 kg, was mit einem angenommenen Durchmesser von etwa 85 km zu einer Dichte von 4,16 g/cm³ führte bei keiner Porosität. Diese Werte besitzen eine Unsicherheit im Bereich von ±14 %.